# マイク・ミラード
マイク・ミラード (Mike Millard) は、アメリカ合衆国で1970年代から1980年代にかけて活動したテーパー。「マイク・ザ・マイク (Mike The Mike)」の愛称で呼ばれ、カリフォルニア州イングルウッドのLAフォーラムで行われたレッド・ツェッペリンやピンク・フロイド、ローリング・ストーンズのコンサート録音テープが有名である。
彼は1974年にモノラル録音機を使って録音を始め、その後レッド・ツェッペリンのコンサートを録音するため機材をナカミチのステレオ録音機とAKGのアコースティック・マイクに変更する。彼は録音機を偽装するためしばしば車椅子を利用した。彼によって録音されたテープはその高音質から有名であり、様々なブートレグに使用された。
彼の手による1977年6月21日のレッド・ツェッペリン公演における「永遠の詩」は、『レッド・ツェッペリンDVD』のメニューに使用された。同公演は『Listen To This, Eddie』というタイトルのブートレグが有名である。
マイク・ミラードは1994年に自殺したとされる。しかしながらその事実は確認されていない。